# 胜利勋章
“胜利”勋章（俄语：Орден «Победа»）是蘇聯於第二次世界大戰設置的最高級別軍事獎勵勳章，用於授予「順利完成一個或數個方面軍戰役並使戰爭全局發生有利於蘇聯紅軍的根本改變的軍事統帥」，共頒發給17人20枚，其中12人為蘇聯軍事領導人（格奧爾基·康斯坦丁諾維奇·朱可夫、亞歷山大·米哈伊洛維奇·華西列夫斯基和約瑟夫·史達林各被授予兩次）以及5人為外國人。另外，12名獲得者之一的列昂尼德·伊里奇·布里茲涅夫因「不符資格」而於1989年9月21日被收回該勳章。

## 歷史

### 設置
1943年庫斯克會戰後，蘇軍取得戰略主動權，戰爭形勢根本改變，因此內部出現設置更高一級軍事獎勵的呼聲，其中後勤部的一名上校尼古拉·謝爾蓋耶維奇·涅奧洛夫（Николай Сергеевич Неёлов）提出了這面新勳章的最初設計圖，並將其命名為「祖國忠誠勳章」（За верность Родине）。該勳章以一枚金、一枚紅寶石五角星交疊為基底，中間設一圓底，內有弗拉迪米爾·列寧與約瑟夫·史達林側身像，並以標有「祖國忠誠」圓弧型文字圍著。1943年7月，涅奧洛夫將此設計提交給紅軍後勤部長安德烈·赫鲁廖夫上將，後者支持其構想，並隨後親自將其面呈給武裝部隊最高統帥史達林，然而該設計並未獲得批准。
除了涅奧洛夫，同時另有其他多名曾獲獎的蘇聯設計師參與了新勳章的設計工作，其中以後勤部總軍需局技術委員會首席美術師、也是衛國戰爭勳章的設計者亞歷山大·伊凡諾維奇·庫茲涅佐夫的作品優先度被視為最高，中間刻有列寧和史達林半身浮雕的方案因史達林拒絕並未被接受，遂改將克里姆林宮斯巴斯克塔的圖像置於勳章中央。10月29日，庫茲涅佐夫展示了幾張方案，史達林選擇了其中刻有「勝利」字樣的其中一案，還要求稍微調整勳章外觀：將斯巴斯克塔與克里姆林宮城牆的圖像放大、底色背景改為藍色、調整各塔頂發散光線的大小、紅五角星間劍芒的大小。11月5日，一枚以白金、鑽石和紅寶石製成的試制品被製造出來，其設計最終獲得史達林批准，期間，庫茲涅佐夫共先後提出了超過15個不同的勳章設計方案。
由於新勳章的生產需要大量貴金屬（鉑金和黃金）、鑽石和紅寶石，因此訂單被委託給莫斯科珠寶作坊工匠製作，勝利勳章也是蘇聯所有勳章中唯一不是由中央造幣廠產出的勳章，計劃生產30枚，且史達林要求僅能使用國內的原料製作。根據專家估算，每一枚勝利勳章需要180顆鑽石（含碎鑽）、50顆玫瑰切工鑽石和300克鉑金。根據人民委員會的命令，莫斯科珠寶作坊共得到5,400顆鑽石、1,500顆玫瑰切工鑽石和9公斤純鉑金。在交付訂單的過程中，莫斯科珠寶作坊的精工師伊万·費多羅維奇·卡澤諾夫（Ивана Федоровича Казённова）因天然紅寶石有著不同深淺的紅色，無法將其維持同色調和透明度的情況下用於單一勳章的五角邊上，因此決定採用人造紅寶石，用以從中切割出所需的同色的坯料。2010年，經檢定送至莫斯科克里姆林宮博物館的勝利勳章得知，其製作使用的鑽石有部份取自國庫中原沙俄時代的勳章或其他鑲有該物質的物品。勝利勳章一共生產了22枚，其中兩枚未被授予給任何人。

1943年11月8日，勝利勳章根據最高蘇維埃主席團命令正式設置，其命令如下：

- 「勝利」勳章是最高級別軍事勳章，授予成功指揮一個和多個方面軍進行戰役，從根本上改變了紅軍戰爭形勢的紅軍高級指揮員。
- 「勝利」勳章僅由蘇聯最高蘇維埃主席團授予。
- 「勝利」勳章佩戴在左胸腰部上方12-14公分的位置。

此外，《關於設置「勝利」勳章》命令中亦提及將為被授予者於克里姆林宮立碑紀念，並記有其姓名。

### 頒授

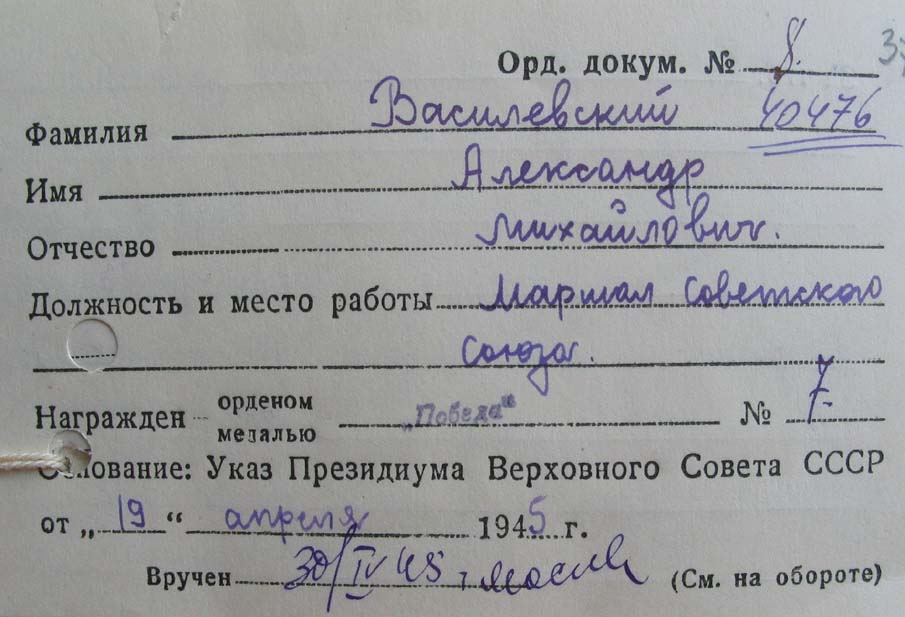
亞歷山大·華西列夫斯基元帥的第7號勝利勳章檔案卡

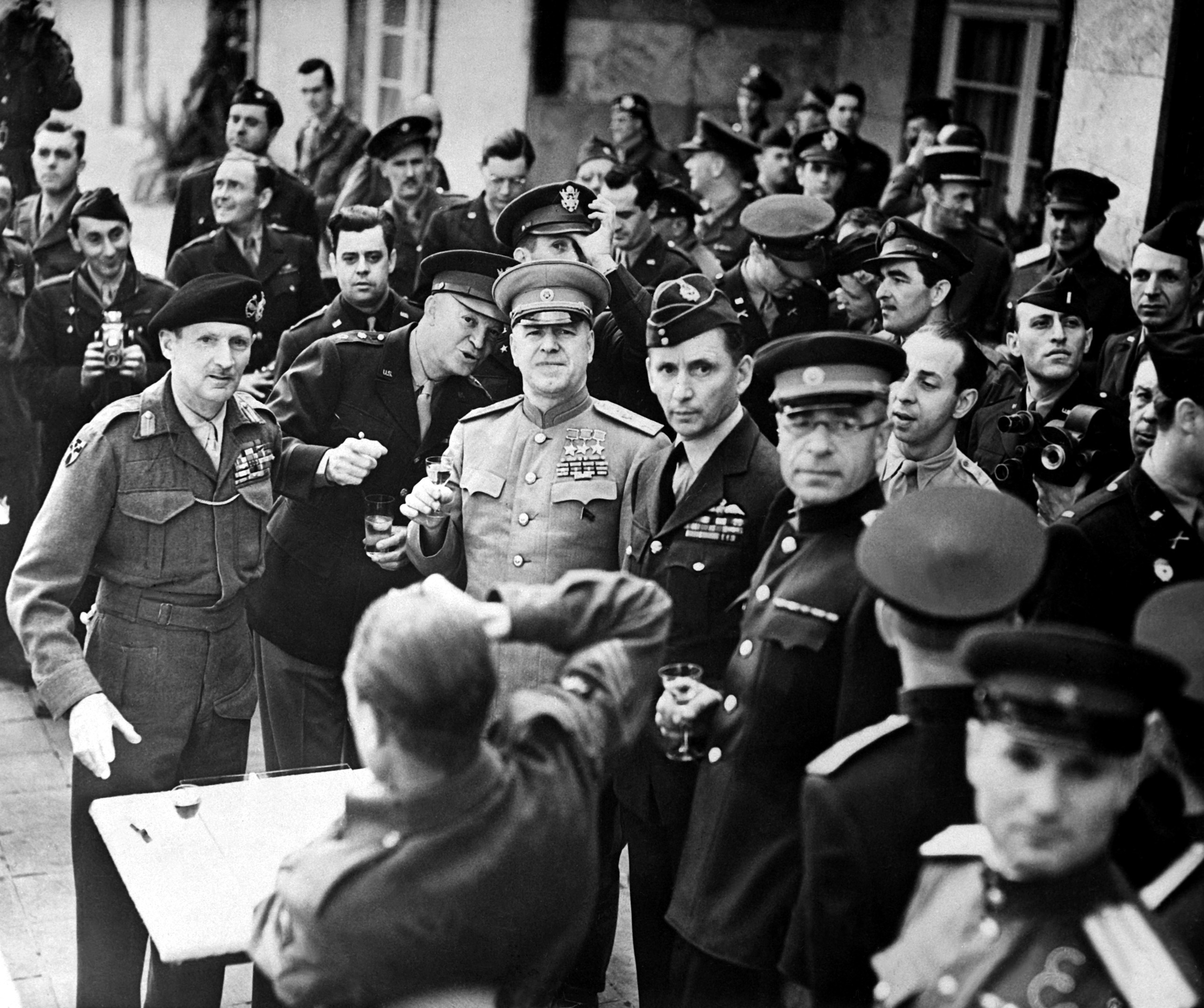
盟軍統帥們在蘇聯授予英國陸軍元帥伯納德·勞·蒙哥馬利（著貝雷帽者）勝利勳章的儀式中舉杯同慶

首批頒授於1944年4月10日舉行，第一枚勝利勳章頒給了烏克蘭第1方面軍司令員格奧爾基·康斯坦丁諾維奇·朱可夫元帥、第二枚頒給總參謀長亞歷山大·米哈伊洛維奇·華西列夫斯基元帥、第三枚則為武裝部隊最高統帥史達林元帥，三人皆因「協調指揮烏克蘭右岸戰役並取得勝利」而獲得此獎項。朱可夫在其回憶錄《回忆与思考》中有著以下描述：
17時，史達林叫我到他那裡去。我給安東諾夫打了電話，知道他也要去。史達林想了解最新情況和總參謀部的想法。我進入最高統帥辦公室時，阿·因·安东诺夫、戰車裝甲兵司令員雅·尼·費多連科元帥、空軍司令員亞·亞·諾維科夫上將、以及人民委員會副主席維·亞·馬雷舍夫已經在那裡。最高統帥和我問好後，問我是不是去過尼·米·什維爾尼克那裡。我回答說沒有去過。「應該去領取勝利勳章。」我對獲得這樣崇高的獎賞，向最高統帥表示了謝意。
在華西列夫斯基回憶錄《畢生的事業》中則有如下描述：
4月10日，敖德薩歡慶趕走德國羅馬尼亞法西斯匪徒，對我說來這一天有雙重紀念意義。這一天，我得知我榮獲了最高軍事勳章「勝利勳章」。我得到的這枚勳章是第二號，第一號授給了格奧爾基·康斯坦丁諾維奇·朱可夫。獎詞是「由於出色地完成最高統帥部賦予的領導大規模戰役的任務，從而在粉碎德國法西斯侵略者的事業中取得了輝煌勝利」。尚在蘇聯最高蘇維埃主席團命令發布之前，最先在電話裡向我祝賀的是最高統帥。他說我受到獎勵不僅僅是由於頓巴斯和烏克蘭的解放，而且是為了即將到來的克里米亞的解放，現在我就應當把注意力轉到這方面來，同時不要忘記烏克蘭第3方面軍。
一年後，「勝利」開始大量授予蘇聯數名戰時統帥。1945年3月30日，時任白俄羅斯第1方面軍司令員的朱可夫元帥因「出色地完成最高統帥部的任務」獲得第二枚勝利勳章、白俄羅斯第2方面軍司令康斯坦丁·康斯坦丁諾維奇·羅科索夫斯基元帥與烏克蘭第1方面軍司令伊萬·斯捷潘諾維奇·科涅夫則分別因「解放波蘭」與「解放波蘭與奧德河戰役」獲得勝利勳章。4月19日，白俄羅斯第3方面軍司令員華西列夫斯基因「攻克柯尼斯堡並解放東普魯士」、「履行最高統帥部指揮大規模作戰行動的任務，從而取得了擊敗納粹軍隊的傑出成就」而獲得第二枚勝利勳章。4月26日，又有兩人被授予：烏克蘭第2方面軍司令員羅季翁·雅科夫列維奇·馬利諾夫斯基元帥和烏克蘭第3方面軍司令費奧多爾·伊萬諾維奇·托爾布欣元帥兩人均因對「解放匈牙利和奧地利有所貢獻」而獲獎。5月31日，列寧格勒方面軍司令員列昂尼德·亞歷山德羅維奇·戈沃羅夫元帥因擊敗列寧格勒與波羅的海國家的德軍而獲頒該勳章。6月4日，又有兩名軍事領導人因在整個戰爭期間規劃作戰行動與協調各方面軍行動而被授予勝利勳章：最高統帥部代表謝苗·康斯坦丁諾維奇·鐵木辛哥元帥和總參謀長阿列克謝·因諾肯季耶維奇·安東諾夫大將，安東諾夫與日後晉升為蘇聯大元帥的史達林是蘇聯唯二不是蘇聯元帥軍階的該獎項獲得者。6月26日，史達林獲頒第二枚勝利勳章。對日戰爭結束後，遠東第1方面軍司令員基里爾·阿法納西耶維奇·梅列茨科夫元帥也在9月8日被授予勝利勳章。此外，有來源指出伊万·切尔尼亚霍夫斯基大將本也預計將於2月23日被授予該勳章，但該人於2月18日戰死而未果。
對德戰爭結束後，蘇聯亦授予勝利勳章給盟國的數名軍事統帥和領袖。1945年6月5日，由於「在開展大規模軍事行動方面取得了傑出成功，使盟國得以戰勝希特勒德國」而將該勳章授予美國五星上將德懷特·大衛·艾森豪威爾和英國陸軍元帥伯納德·勞·蒙哥馬利。7月6日，又因「在德國的最終失敗尚未確定時，令羅馬尼亞政策出現決定性轉變、與德國決裂並和同盟國結盟的英勇行為」而授予了羅馬尼亞國王米哈伊一世勝利勳章，他也是該勳章得主中唯一的君主。8月9日，波蘭元帥米哈乌·羅拉-日梅爾斯基因「在組織波蘭武裝部隊方面做出的傑出貢獻、領導波蘭軍隊在與希特勒德國的決戰中成功實施軍事行動」而被授予該勳章。9月9日，南斯拉夫元帥約瑟普·布羅茲·鐵托因「在開展大規模軍事行動中取得了傑出成就，為同盟國戰勝德國做出了貢獻」而獲得該勳章。有來源稱1966年法國總統夏爾·戴高樂本預計在訪問蘇聯期間被授予勝利勳章，但最終並未成事。
1978年2月20日，蘇聯最高蘇維埃主席團授予蘇共中央總書記、蘇聯最高蘇維埃主席團主席、蘇聯國防委員會主席列昂尼德·伊里奇·布里茲涅夫勝利勳章（在該人72歲生日的前一天），這項決定與該勳章的授予法定條件並不相符。然而即使是戰時，最高蘇維埃主席團也時常不顧法令文字的限制頒授獎勵，如向未擔任蘇軍高階指揮職位的人授予勝利勳章（即所有外國授勛者），又或是授予槍械設計師瓦西里·加夫里洛维奇·格拉宾和费奥多尔·瓦西里耶维奇·托卡列夫兩人「指揮部隊，組織作戰行動並表現果斷、不懈而取得卓越成就，為祖國取得勝利的紅軍指揮員」才能獲得的蘇沃洛夫勳章，還有一些軍事單位被授予原條例中專門給軍事統帥的勳章，如庫圖佐夫勳章、蘇沃洛夫勳章、納希莫夫勳章、烏沙科夫勳章和波格丹·赫梅利尼茨基勳章。1978年蘇聯最高蘇維埃主席團財政部報告中所載，為授予布里茲涅夫這枚勝利勳章而撤銷了原屬戈沃羅夫元帥的第13號勳章，但實際上他的勳章屬於此前從未授予任何人的第20號勳章（也是於1945年製造）。此一錯誤直到8年又9個月後（布里茲涅夫去世4個月後）才在新一代最高蘇維埃主席團勳獎章部門的主導下得以糾正。1989年9月21日，蘇聯最高蘇維埃主席團主席米哈伊爾·戈巴契夫簽署法令，從布里茲涅夫家族手中收回勝利勳章，理由是不符條例的授予資格。

### 現存情況

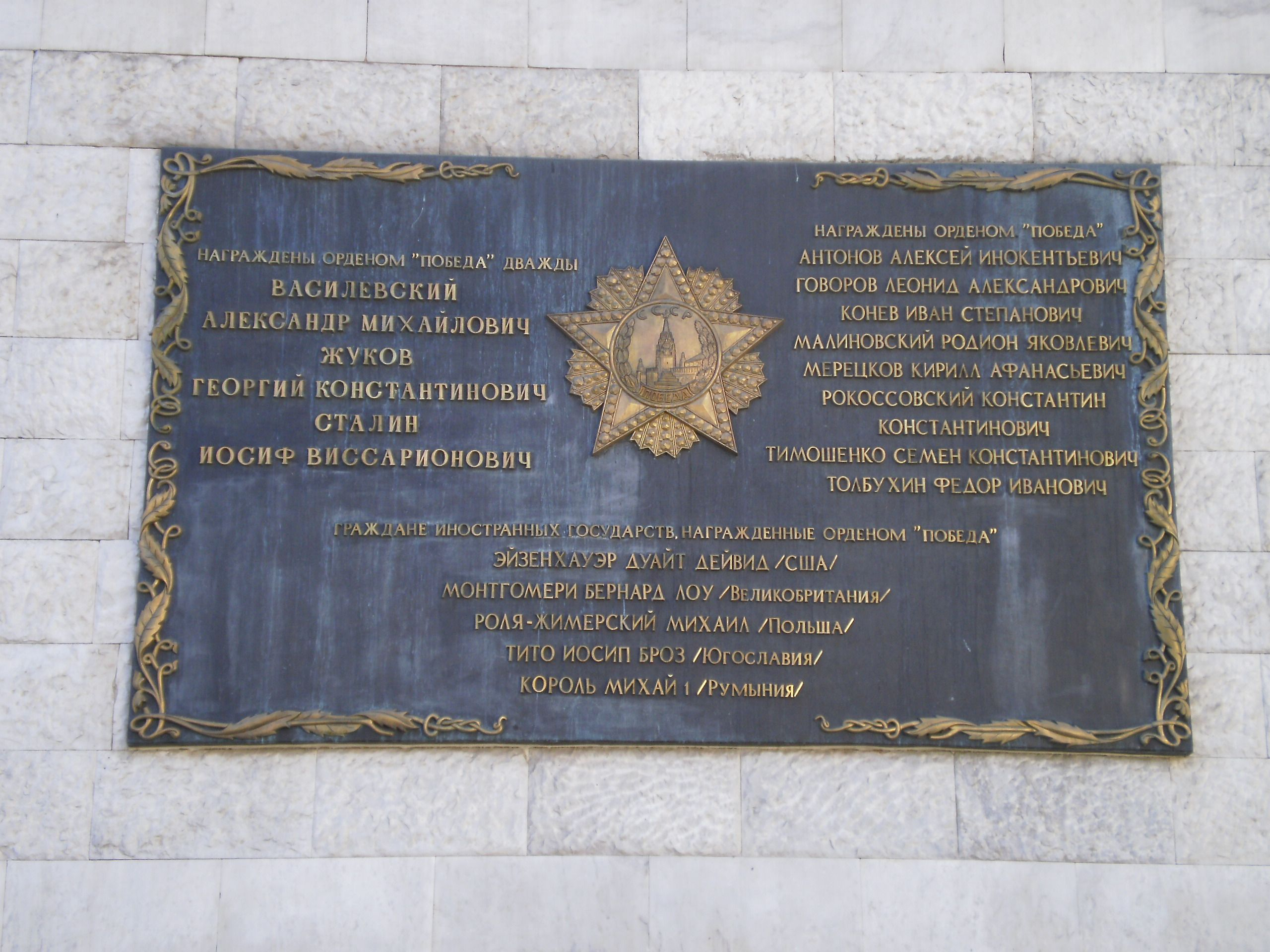
2000年5月9日，為紀念偉大衛國戰爭勝利55週年，俄羅斯總統弗拉迪米爾·普丁在克里姆林宮揭幕勝利勳章紀念碑，上記有所有該章得主姓名，而被收回的布里茲涅夫則不在其中

勝利勳章與其他蘇聯獎勵不同，其授勛者若去世需將該勳章繳回給國家，所有蘇聯獲得者以及羅拉-日梅爾斯基的勝利勳章均由俄羅斯克里姆林宮國家金剛石基金會管理，中央武装力量博物馆存有5枚勝利勳章，其中2枚是朱可夫、2枚是華西列夫斯基和1枚為馬利諾夫斯基所有，勳章的原件收於儲存室中，展出的僅為備品。莫斯科克里姆林宮博物館則於2005年收到原屬布里茲涅夫的第20號勝利勳章，2010年時又收到另外8枚（史達林、羅科索夫斯基、科涅夫、托爾布欣、戈沃羅夫、梅列茨科夫和安東諾夫）。鐵木辛哥元帥以及一枚從未授予的勝利勳章則現藏於俄羅斯國家貴金屬和寶石庫博物館中。還有一枚從未頒發的勝利勳章收藏於埃尔米塔日博物馆。羅拉-日梅爾斯基的勝利勳章具體收藏位置則不詳。
其他外國得主方面，艾森豪威尔的勝利勳章藏於其家鄉美國堪薩斯州阿比林的德懷特·艾森豪總統圖書館。铁托的勝利勳章藏於塞爾維亞貝爾格勒南斯拉夫歷史博物館的分館——「5月25日」博物館中，2014年時還曾於英國倫敦帝国战争博物馆中展出。蒙哥馬利的勝利勳章藏於帝国战争博物馆，並向公眾展示。米哈伊一世的勳章具體情況不明、存在很多傳言說法，如稱該人於1980年代末以400萬美金售出該章、於1985年被羅馬尼亞總統尼古拉·西奧塞古的一位親戚秘密出售、被賣給了美國收藏家約翰·洛克菲勒等等，而其本人於2011年接受《星火》雜誌採訪時則表示該勳章存放於「銀行保險櫃」中，而羅馬尼亞王室官方則駁斥一切關於勳章已被售出的流言，稱該章藏於瑞士韋爾蘇瓦米哈伊一世的私人莊園內，且表示國王非常重視該勳章。2017年12月5日，最後一位勝利勳章得主米哈伊一世去世，享年97歲。

## 勳章

### 設計與價值

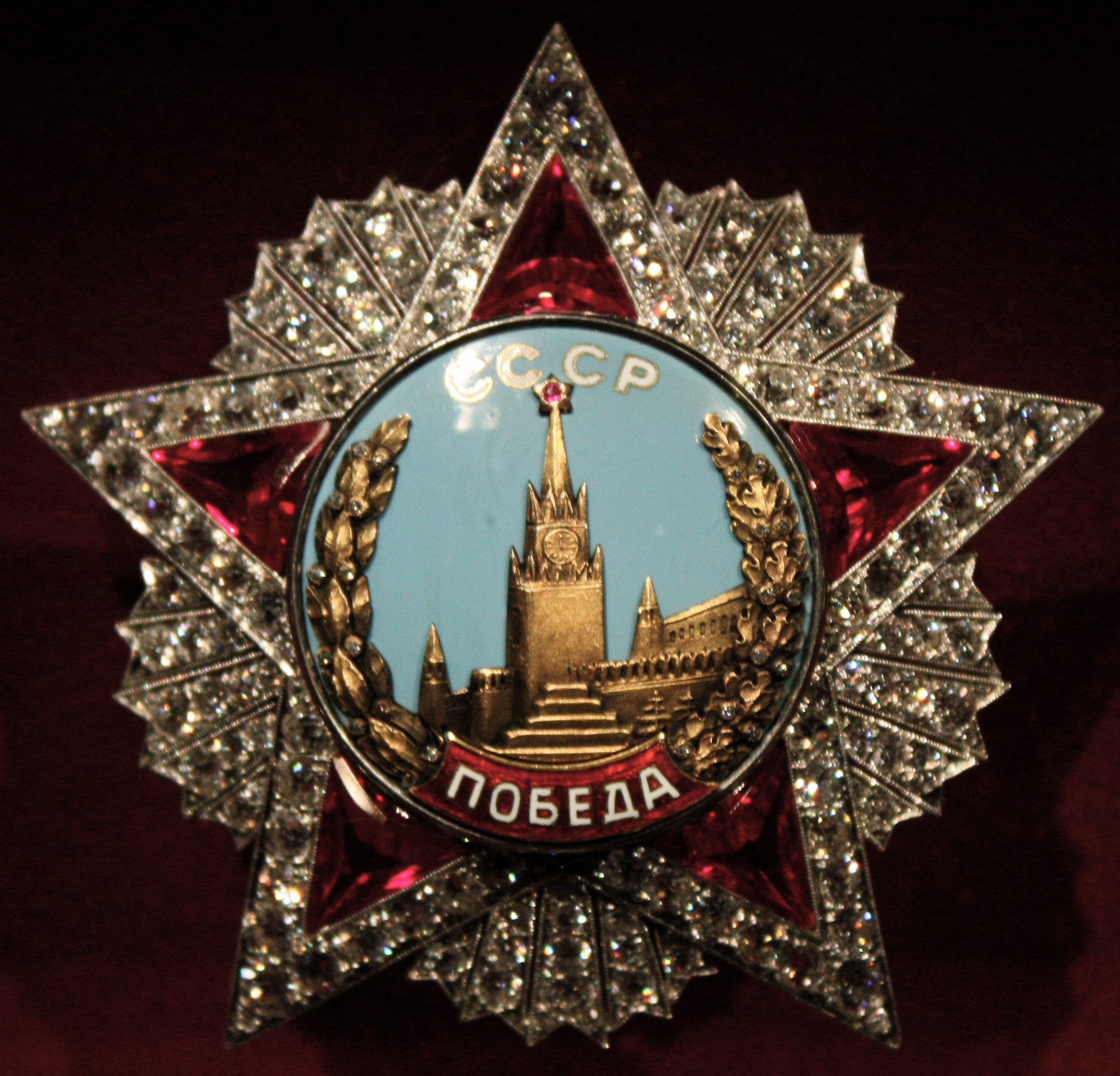
美國國家檔案館收藏的勝利勳章

勝利勳章全重78克、整體直徑達72公釐，主體框架以白金製造，其中鉑金47克、白銀19克，外觀為突起的五角星形，每個角間有劍芒。勳章上鑲嵌174枚總重達16克拉（3.2克）的鑽石（在古代信仰中被視為指揮官的護身物，並能賦予勇氣與勝利）、五個角鑲有每枚5克拉紅寶石，正中央則為一枚直徑31公釐的藍色圓形琺瑯（象徵和平與安寧），其基底為純銀製成。琺瑯背景嵌有黃金鑄造的莫斯科克里姆林宮城牆、斯巴斯克塔（塔尖五角星內鑲嵌著一枚小紅寶石）和列寧墓等圖案，黃金總重為2克。中間圖案的下緣兩側還有月桂枝（左）和橡樹葉（右）環繞，上還鑲有24顆小鑽石，月桂枝象徵榮耀（一說在俄羅斯文化中為勇敢的象徵），而橡葉則象徵著力量與堅定（一說代表戰勝德國）。琺瑯正上方帶有金色俄文「蘇維埃社會主義共和國聯盟」（Союз Советских Социалистических Республик）的縮寫詞——，下方則設有紅色金邊琺瑯緞帶，內寫有白色琺瑯質俄文「勝利」（Победа）字樣。
勝利勳章背面為一帶螺紋的銀質穿釘，配有一枚直徑14至16公釐的銀質螺母，以穿釘穿過制服後再以銀質螺帽鎖緊便可固定，而1978年授予布里茲涅夫的版本則是將螺帽換成別針來固定。由於是由莫斯科珠寶作坊製造，因此勝利勳章並沒有其他蘇聯勳獎章一樣，在背面有著製造廠商的標誌和序號，僅在證明書中寫有其編號。
勝利勳章可能是有史以來最昂貴的勳章，在1945年時估價為3,750英鎊，在古董拍賣行情可達1,600萬美金，在黑市中的價碼則從400萬到1,000萬美金。與一般認知不同，授予20枚的勝利勳章並非是授予數量最稀少的勳章，而是僅授予13枚的一級「在蘇聯武裝力量中為祖國服務」勳章。

### 略章

勝利勳章略章

胜利勋章的略章宽46公釐、高8公釐，相當於一般略章的兩倍寬度，是苏联政府颁发的勋章中最宽者，其以真丝制成，由6种苏联勋章略章的颜色結合而成：
- 中央的15毫米宽的红色部分代表苏联国家最高级奖章列宁勋章
- 绿色条纹代表表彰组织进攻与追击的苏沃洛夫勋章
- 深蓝色条纹代表表彰巧妙撤退与反击的库图佐夫勋章
- 深红色条纹代表表彰抵抗侵略者的亚历山大·涅夫斯基勋章
- 浅蓝色条纹代表表彰收复领土的波格丹·赫梅利尼茨基勋章
- 带黑线的橙色条纹代表表彰勇敢的光荣勋章

这些条纹间由0.5公釐宽的白色条纹分隔。

## 得主
| #  | 照片          | 姓名                                 | 授予時間                | 軍銜             | 時任職務                                                                     | 獲獎原因 | 備註                         |
| -- | ------------- | ------------------------------------ | ----------------------- | ---------------- | ---------------------------------------------------------------------------- | --- | ---------------------------- |
| 1  |               | 格奧爾基·康斯坦丁諾維奇·朱可夫       | 1944年4月10日           | 蘇聯元帥         | 烏克蘭第1方面軍司令員                                                        | 解放烏克蘭右岸 |                              |
| 1  | 1945年3月30日 | 格奧爾基·康斯坦丁諾維奇·朱可夫       | 白俄羅斯第1方面軍司令員 | 蘇聯元帥         | 出色地完成了最高統帥部交付的任務                                             | |                              |
| 2  |               | 亞歷山大·米哈伊洛維奇·華西列夫斯基   | 1944年4月10日           | 蘇聯元帥         | 工農紅軍總參謀長                                                             | 解放烏克蘭右岸 |                              |
| 2  | 1945年4月19日 | 亞歷山大·米哈伊洛維奇·華西列夫斯基   | 白俄羅斯第3方面軍司令員 | 蘇聯元帥         | 巧妙完成最高統帥部管理大規模作戰行動的任務，從而在擊敗納粹軍隊取得傑出的成就 | |                              |
| 3  |               | 約瑟夫·維薩里奧諾維奇·史達林         | 1944年7月29日           | 蘇聯元帥         | 武裝部隊最高統帥                                                             | 解放烏克蘭右岸 | 唯二不是元帥軍階的蘇聯獲獎者 |
| 3  | 1945年6月26日 | 約瑟夫·維薩里奧諾維奇·史達林         | 蘇聯大元帥              | 戰勝德國         | 武裝部隊最高統帥                                                             | | 唯二不是元帥軍階的蘇聯獲獎者 |
| 4  |               | 伊萬·斯捷潘諾維奇·科涅夫             | 1945年3月30日           | 蘇聯元帥         | 烏克蘭第1方面軍司令員                                                        | 解放波蘭和渡過奧德河 |                              |
| 5  |               | 康斯坦丁·康斯坦丁諾維奇·羅科索夫斯基 | 1945年3月30日           | 蘇聯元帥         | 白俄羅斯第2方面軍司令員                                                      | 解放波蘭 |                              |
| 7  |               | 羅季翁·雅科夫列維奇·馬利諾夫斯基     | 1945年4月26日           | 蘇聯元帥         | 烏克蘭第2方面軍司令員                                                        | 解放奧地利與匈牙利 |                              |
| 8  |               | 費奧多爾·伊萬諾維奇·托爾布欣         | 1945年4月26日           | 蘇聯元帥         | 烏克蘭第3方面軍司令員                                                        | 解放奧地利與匈牙利 |                              |
| 9  |               | 列昂尼德·亞歷山德羅維奇·戈沃羅夫     | 1945年5月31日           | 蘇聯元帥         | 列寧格勒方面軍司令員                                                         | 在列寧格勒和波羅的海國家地區擊敗德軍 |                              |
| 11 |               | 谢苗·康斯坦丁诺维奇·铁木辛哥         | 1945年6月4日            | 蘇聯元帥         | 最高統帥部代表                                                               | 規劃作戰行動與協調各方面軍 |                              |
| 12 |               | 阿列克謝·因諾肯季耶維奇·安東諾夫     | 1945年6月4日            | 大將             | 工農紅軍總參謀長                                                             | 規劃作戰行動與協調各方面軍 | 唯二不是元帥軍階的蘇聯獲獎者 |
| 13 |               | 德懷特·大衛·艾森豪威爾               | 1945年6月5日            | 美國陸軍五星上将 | 西歐盟軍遠征軍司令                                                           | 在大規模作戰中取得傑出的成功，引領同盟國打敗德國                                                                                               |                              |
| 14 |               | 伯納德·勞·蒙哥馬利                   | 1945年6月5日            | 英國陸軍元帥     | 西歐盟軍集團軍司令                                                           | 在大規模作戰中取得傑出的成功，引領同盟國打敗德國                                                                                               |                              |
| 16 |               | 米哈伊一世                           | 1945年7月6日            | 羅馬尼亞元帥     | 羅馬尼亞國王                                                                 | 在德國最終失敗尚未確定時，令羅馬尼亞政策出現決定性轉變、與德國決裂並和同盟國結盟的英勇行為                                                     | 最後一位去世者               |
| 17 |               | 米哈乌·罗拉-日梅尔斯基               | 1945年8月9日            | 波蘭元帥         | 波蘭陸軍總司令                                                               | 組織波蘭武裝部隊方面做出的傑出貢獻、領導波蘭軍隊在與德國的決戰成功實施軍事行動                                                                 |                              |
| 18 |               | 基里爾·阿法納西耶維奇·梅列茨科夫     | 1945年9月8日            | 蘇聯元帥         | 遠東方面軍司令員                                                             | 對日戰爭中成功領導部隊 |                              |
| 19 |               | 約瑟普·布羅茲·鐵托                   | 1945年9月9日            | 南斯拉夫元帥     | 南斯拉夫人民解放軍總司令                                                     | 在大規模作戰中取得傑出的成功，為同盟國打敗德國做出貢獻                                                                                         |                              |
| 20 |               | 列昂尼德·伊里奇·布里茲涅夫           | 1978年2月20日           | 蘇聯元帥         | 蘇共中央總書記                                                               | 於偉大衛國戰爭為蘇聯人民和武裝力量的勝利做出巨大貢獻，以及為加強國家國防、制定與執行蘇聯國家外交政策提供可靠的保障，使國家得以在和平環境中發展 | 於1989年9月21日被收回        |

## 註解
1. ↑  同時還設置了「光榮」勳章[1]。

## 註腳
1. 1 2  Президентская библиотека
2. 1 2 3 4 5 6 7 8 9 10 11 12 13 14 15 16 17 18 19 20  Артамонова & Айрапетян
3. 1 2 3 4 5 6 7 8  Пахо́мов（2003年）
4. 1 2 3 4  Арсеньева & Булат
5. ↑  Гаврилова
6. ↑  Стрельцова & Шаракин（2015年）
7. 1 2  Сарычева（2018年），第115-118页
8. ↑  朱可夫（1984年），第667页
9. ↑  华西列夫斯基（1977年），第496页
10. 1 2 3 4 5 6 7 8 9 10 11 12 13 14 15 16  Сазонов & Стефанов（2015年），第7页
11. ↑  张亚威（2011年），第43页
12. ↑  Manaev（2020年）
13. 1 2 3 4 5 6 7 8 9 10 11 12  Цыпленков（2014年），第60-72页
14. 1 2  Абрамов（2002年）
15. ↑  Военно-исторический журнал（2012年）
16. 1 2 3  AVA TV（2010年）
17. ↑  КонсультантПлюс
18. ↑  Цыпленков（2018年），第118-120页
19. 1 2 3  张亚威（2011年），第41页
20. 1 2 3  The Voice of Russia（2005年）
21. 1 2  Фалалеев（2006年）
22. ↑  Лебедев（2005年）
23. 1 2 3 4  Щирова（2006年）
24. ↑  Эггерт（2011年）
25. 1 2  Tass（2017年）
26. 1 2 3 4 5 6 7 8 9 10  张亚威（2011年），第40页
27. 1 2 3 4 5 6 7 8 9 10 11 12 13 14 15 16 17 18 19 20 21 22 23 24  Ордена и медали СССР
28. 1 2  Гинодман & Потапов